# Tim Sale
Pour les articles homonymes, voir Sale.
Tim Sale, né le 1er mai 1956 à Ithaca (État de New York) et mort le 16 juin 2022 à Seattle (Washington), est un dessinateur américain de comics.

## Biographie

### Jeunesse
Tim Sale découvre la bande dessinée à l'âge de six ans, alors qu'il parcourt les États-Unis (le premier mot qu'il apprend à lire est « Boum ! »). Il commence à s'intéresser sérieusement au Neuvième Art (et notamment aux comics de chez Marvel) à l'âge de douze ans, alors en Angleterre, puis commence à dessiner sur l'injonction d'un professeur de dessin, agacé de le voir lire en cours.
En 1976, Tim Sale se rend à New York et intègre un stage dans l'atelier de John Buscema, dont il admire le talent artistique mais déplore l'absence de pédagogie. Désabusé par son expérience new yorkaise, Tim Sale regagne Seattle en 1977, avec l'intention d'abandonner la bande dessinée, mais réalise quand même, à ses heures perdues, son premier travail : Cailloux. Il sera édité par sa sœur Maggie sous un label nommé Grey Archer Press.
Après une période où il travaille dans une épicerie, son intérêt pour les comics est réveillé par le travail de John Byrne et Frank Miller. Sur les conseils de Mike Friedrich, il se rend à la Comic-Con de San Diego où il rencontre Matt Wagner. 

### DC Comics
Parallèlement, Jeph Loeb est recruté pour travailler chez DC Comics, sur les Challengers de l'Inconnu et Tim Sale est choisi comme dessinateur ; la bande dessinée paraît au début des années 1990 : il s'agit de la première collaboration d'un duo régulier et productif. Les deux auteurs offrirent un exemplaire du premier numéro au créateur des personnages : Jack Kirby.
Tim Sale travaille ensuite sur The Amazon avec Steven T. Seagle puis sur Grendel avec Matt Wagner et Billi 99 de Sarah Byam.
Il dessine pour la première fois le personnage de Batman sur un épisode écrit par James Robinson dans la série Batman: Legends of the Dark Knight. Il enchaîne immédiatement dans la même série avec Jeph Loeb comme scénariste pour ce qui deviendra le recueil Batman : Halloween.
Suivront, des mêmes auteurs et toujours sur le même personnage, les séries à succès Batman : Un long Halloween et Batman : Amère Victoire. Pour cette dernière histoire, Tim Sale avoue s'être inspiré de Jennifer Lopez pour dessiner les formes de Catwoman, alors qu'elle était précédemment basée sur celles de Teri Hatcher.
Ils s'attaquent ensuite à une autre icône de l'univers DC Comics : Superman dans l'histoire Superman : For all seasons. Pour dessiner la série, Tim Sale s'inspire de l'atmosphère de Norman Rockwell, mais doit faire face à de nombreuses critiques pour le design donné à l'Homme d'Acier.

### Marvel
Tim Sale commence à entrer dans l'univers Marvel avec une première histoire sur le personnage de Diablo écrite par Jim Krueger et sur Bishop, écrite par Jeph Loeb.
Le duo se lance alors dans la création de Wolverine/Gambit, une histoire centrée sur les deux X-Men les plus populaires.
Suivront Daredevil : Jaune, Spider-Man : Bleu (son « premier super-héros préféré »), Hulk : Gris et Captain America : Blanc.

### Autres travaux
Tim Sale est également le dessinateur qui se cache derrière les peintures du dessinateur Isaac Mendez, interprété par Santiago Cabrera dans la première saison de la série Heroes. C'est également par l'intermédiaire de Jeph Loeb que Tim Sale fut associé au projet. Étant daltonien, il ne s'occupait que du dessin, la colorisation par ordinateur étant confiée à Dave Stewart, qui les envoyait au département accessoire de la série, où ils étaient agrandis et imprimés sur des toiles.

## Influences
De son propre aveu, Tim Sale se sent particulièrement attiré vers les artistes « qui arrivent à équilibrer un style direct et une approche plus graphique, comme Cooke, Mignola, Timm, Golden, Toth.»
Sur son site internet, il indique également comme certaines de ses influences Juanjo Guarnido, dessinateur de la série Blacksad, René Gruau, Jim Steranko, Yslaire…

## Publications

### Version française
- Batman : Un long Halloween
  - 4 tomes, 1997-1998, Semic
  - réédition : 2009, Panini (DC Absolute)
  - réédition : 2011, Panini (DC Deluxe)
  - réédition : 04 janvier 2013 (urban comics)
- Superman : For all seasons
  - 2 tomes, 2001, Semic
  - réédition : 2009, Panini (Les saisons de Superman)
- Batman: Dark Victory
  - 4 tomes, 2002-2003, Semic
  - réédition : 2012, Urban Comics (Batman : Amère Victoire)
- Daredevil: Jaune (2002, Marvel - coll. 100 Marvel vol.3)
- Spiderman: Bleu (2003, Marvel - coll. 100% Marvel vol.4)
- Batman : Halloween (2 tomes, 2004, Semic)
- Hulk : Gris (2004, Panini)
- Catwoman : À Rome (2005, Panini)
- Grendel : L'Enfant du démon (2007, Semic)
- Superman : Kryptonite (2008, Panini)
- Heroes (2 tomes, 2008-2009, Fusion Comics)
- Captain America: blanc (2016, Panini)

Une imposante interview retraçant la carrière de Tim Sale, et agrémentée de nombreux dessins, a été publiée chez Active Images sous le titre Tim Sale: Black and White, puis traduite en français aux éditions Akileos.

### Version originale
- Billi 99 (quelques épisodes)
- The Amazon (quelques épisodes)
- Deathblow
- Challengers of the Unknown' (quelques épisodes)
- Age of Apocalypse: The Chosen Vol 1
- Grendel : "Black, White and Red" ; Devil Child
- Superman : "For All Seasons" (1999)
- Batman :
  - "Halloween"
  - "The Long Halloween" (1997-1999) #1-13
  - "Dark Victory" (1999-2001) : (Scarecrow) & (Double-Face) #1-13
- Daredevil : "Jaune" (1999-2000)
- Spider-Man : "Bleu" (2001-2002)
- Hulk : "Gris" (2003)
- Catwoman : "When In Rome" (2005)
- Wolverine/Gambit : Victimes (2005)
- Solo #6 (2005)
- Captain America : "White" (2008-2016)
- Black and white, traduit par Achille(s), Akileos, 2008.
- Les couvertures de chapitres du Queen & Country volume 1, Akileos, 2010.

## Récompenses
Tim Sale est récompensé à plusieurs reprises par les prestigieux prix Eisner :
- en 1998, pour la meilleure mini-série, avec Jeph Loeb, pour Batman : Un long Halloween
- en 1999, pour la même œuvre, dans la catégorie du meilleur recueil ;
- en 1999, meilleur dessinateur/encreur, pour Superman for All Seasons et Grendel Black, White et Red #1 ;
- en 1999, pour la meilleure histoire courte, avec Matt Wagner pour Grendel: Black, White et Red #1 ;
- en 2002, meilleure recueil avec Jeph Loeb, pour Batman: Dark Victory.

Il remporte également deux prix Haxtur de la meilleure histoire courte :
- en 2001 avec Jeph Loeb pour Les Saisons de Superman no 4 : Hiver.
- en 2006 avec Diana Schutz pour Supergirl : « Young Love », dans Solo

En 2023, il est inscrit à titre posthume au temple de la renommée Will Eisner, pour l'ensemble de son œuvre.